# South Bruce Peninsula
South Bruce Peninsula es un pueblo canadiense situado en la provincia de Ontario.

## Superficie
South Bruce Peninsula tiene una superficie de 530,61 km².

## Demografía
En 2021, tenía 9137 habitantes, una densidad poblacional de 17,2 hab./km², y 7093 viviendas.